# 红水河

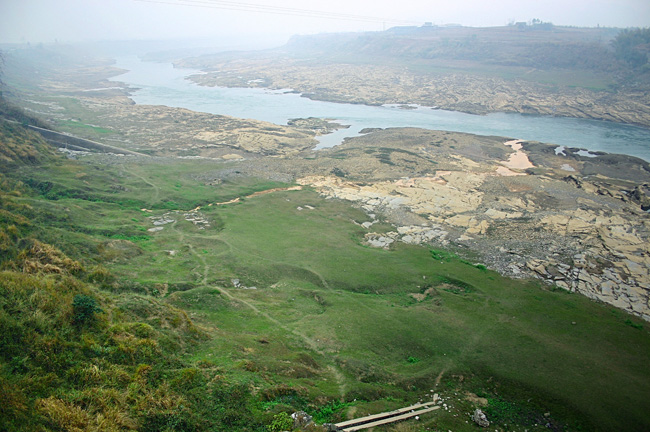
红水河

红水河位于中国广西壮族自治区西北部，为西江上游的别称。其上游为南盘江，在贵州省望谟县蔗香村双江口，与北盘江汇合后始称为红水河。下游与柳江汇合后称黔江。因流经红色岩系地区，河水呈红褐色，故名红水河。

## 概况
红水河全长638公里，流域面积3.32万平方公里（不包括南盘江和北盘江流域面积），年平均流量为696 亿立方米，落差756.5米，年降水量1200毫米。其中黔江出口处多年平均流量每秒4100立方米，多年平均径流量1360亿立方米，占珠江流域年径流量的39%，相当于黄河的两倍。该河段多峡谷、险滩，水流湍急，不利船只航行，但水量大，落差集中，水力资源十分丰富，它的梯级开发已被中国政府列为国家重点开发项目。天生桥至纳贡段河长14.5公里，集中落差达181米，平均每公里落差约13米，最大落差每公里竟达50米。

## 建坝
1975年10月起，红水河上开始建设大化、百龙滩、乐滩、桥巩、岩滩、龙滩共6个水电站，且由于部分枢纽未同步建设过船设施，红水河被人为阻断。南盘江黔桂省界段也相继建起天生桥一级水电站、天生桥二级水电站和平班水电站，红水河上游的南盘江也被电站阻断。岩滩、大化、百龙滩、乐滩、桥巩等五个水电站通航设施都已经全部建成。岩滩水电站虽已建成通航设施，但250吨级的升船机亦成为红水河全线复航的桎梏。

## 干流梯级
| 水电站           | 坝址水面高程（米） | 正常蓄水位（米） | 坝址年均径流量（亿立方米） |
| ---------------- | ------------------ | ---------------- | -------------------------- |
| 天生桥一级水电站 | 645                | 780              | 193                        |
| 天生桥二级水电站 | 440                | 645              | 193                        |
| 平班水电站       | 400                | 440              | 194                        |
| 龙滩水电站       | 223                | 400              | 517                        |
| 岩滩水电站       | 155                | 223              | 555                        |
| 大化水电站       | 126                | 155              | 628                        |
| 百龙滩水电站     | 116                | 126              | 637                        |
| 恶滩水电站       | 84                 | 112              | 687                        |
| 桥巩水电站       | 61                 | 84               | 672                        |
| 大藤峡水电站     | 23.5               | 61               | 1340                       |